# Gula källorna
De gula källorna (kinesiska: 黄泉; pinyin: Huángquán) var i kinesisk mytologi namnet på den plats i underjorden där de dödas själar vistades.
De gula källorna beskrevs i Kina som en grå och dyster plats, liknande den grekiska mytologins underjord, där de levandes offer till förfäderna var de enda ljuspunkterna. Begreppet fanns redan på 700-talet f.Kr. men en klarare uppfattning verkar inte ha utkristalliserats före Handynastin.
Den kinesiska underjorden kom senare att anta mer helvetiska drag under inflytande av buddhismen och dess lära om karmatisk retribution. I senare populära skildringar beskrivs dödsriket som ett strikt byråkratiserat helvete uppbyggt i stort som en spegling av den kejserliga kinesiska staten.
De gula källorna återfinns också i japansk mytologi (japanska: Yomi) där de delar många likheter med de kinesiska.